# Stephen Peacocke
Stephen Peacocke, född 30 oktober 1981, är en australisk skådespelare.
Peacocke har bland annat medverkat i de australiska TV-serierna Home and Away, Five Bedrooms och Doktorn kan komma.

## Filmografi (i urval)
- 2011–2016 – Home and Away (TV-serie)
- 2019–2023 – Five Bedrooms (TV-serie)
- 2021 – Doktorn kan komma (TV-serie)
- 2021–2023 – The Newsreader (TV-serie)
- 2024 – Human Error (TV-serie)